# Capriccio all'italiana
Capriccio all'italiana è un film a episodi sul genere della commedia all'italiana, del 1968. 
Capriccio all'italiana è anche il film che ha visto recitare per l'ultima volta Totò e uscì postumo dopo la morte del "Principe della Risata".
È composto da sei episodi diretti da diversi registi:
- La bambinaia, diretto da Mario Monicelli, con Silvana Mangano;
- Il mostro della domenica, diretto da Steno, con Totò;
- Perché?, diretto da Mauro Bolognini, con Silvana Mangano;
- Che cosa sono le nuvole?, diretto da Pier Paolo Pasolini, con Totò, Ninetto Davoli, Franco Franchi, Ciccio Ingrassia, Laura Betti, Domenico Modugno e Carlo Pisacane;
- Viaggio di lavoro, diretto da Pino Zac e Franco Rossi, con Silvana Mangano;
- La gelosa, diretto da Mauro Bolognini, con Ira Fürstenberg e Walter Chiari.

## Trama

### Episodio #01:"La bambinaia", diretto da: Mario Monicelli
Una bambinaia, non volendo che i suoi bambini leggano i fumetti di Satanik, Diabolik e Kriminal, racconta loro le fiabe classiche di Charles Perrault, ma ne provoca il pianto e il terrore.

### Episodio #02:"Il mostro della domenica", diretto da: Steno
"Che reato ha commesso il tipo qua?". "Commissario glielo dico io, esercizio abusivo della professione di barbiere!", dice Totò arrestato per avere rapato dei giovani capelloni.
Un vecchio signore, che ha l'abitudine di recarsi due volte a settimana dal barbiere, odia la moda dei "capelloni" cioè quei ragazzi che portano i capelli lunghissimi, e riesce in tutti i modi e con tutti i travestimenti (prete, prostituta, zampognaro, ragazzo) ad attirarli con l'inganno e a raparli a zero con forbici e macchinetta. I malcapitati, vergognandosi per la calvizie, si nascondono in un capannone. Alla fine il signore verrà scoperto e fermato dalla polizia, ma poi il commissario lo rilascerà in cambio di un favorino (taglio di capelli al figlio) che l'anziano gli farà volentieri.

### Episodio #03:"Perché?", diretto da: Mauro Bolognini
Una donna e un uomo sono a bordo di un'auto. Lei lo incita ad andare sempre più veloce e a tagliare la strada alle altre auto. Il tamponamento con un'altra auto sarà inevitabile e alle rimostranze dell'altro conducente lei incita il fidanzato a colpirlo con una chiave inglese. L'episodio si chiude con il primo piano del titolo d'un quotidiano che riferisce dell'omicidio del guidatore indisciplinato: "La fidanzata si chiede: perché?" (evidente l'ironia sull'istigazione a usare la chiave inglese da parte della donna).

### Episodio #04:"Che cosa sono le nuvole?", diretto da: Pier Paolo Pasolini
Iago: Cosa senti dentro di te? Concentrati bene. Cosa senti? 

Otello: Sì sì, si sente qualcosa che c'è! 

Iago: Quella è la verità. Ma, ssh! Non bisogna nominarla, perché appena la nomini, non c'è più.
La storia è una rivisitazione dell'Otello, recitato da un gruppo di marionette (Totò, Franco Franchi, Ciccio Ingrassia, Ninetto Davoli, Laura Betti e Adriana Asti), che sulla scena interpretano i ruoli shakespeariani ma in realtà, dietro le quinte, si pongono delle domande sul perché fanno ciò che fanno e mostrano un carattere ben diverso rispetto a quello che hanno sul palcoscenico. La rappresentazione viene però interrotta bruscamente dal pubblico che, nel momento più drammatico, l'omicidio di Desdemona da parte di Otello, irrompe sulla scena e, disapprovando i comportamenti di Otello e di Iago, li fa a pezzi, mentre porta Cassio in trionfo come un eroe. Le due marionette, ormai sciupate per sempre, vengono buttate nella spazzatura e raccolte dal monnezzaro che, cantando Cosa sono le nuvole, li getta in una discarica; qui i due fantocci rimangono incantati a guardare le nuvole e, senza riuscire a capire cosa siano, contemplano la "straziante, meravigliosa bellezza del creato". Il cortometraggio prende il titolo proprio da questa scena finale.

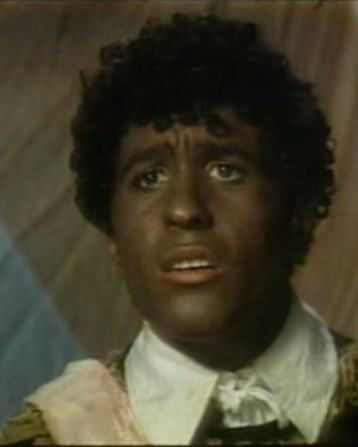
Ninetto Davoli interpreta Otello
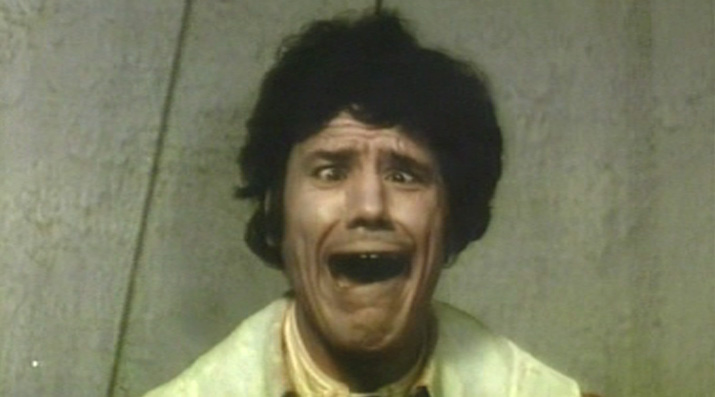
Franco Franchi interpreta Cassio
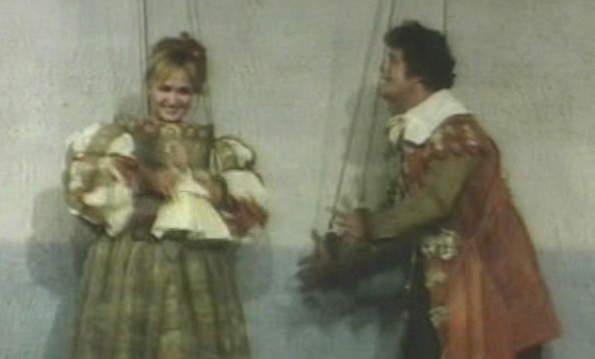
Desdemona e Cassio
Roderigo e Cassio si sfidano in duello

### Episodio #05:"Viaggio di lavoro", diretto da: Franco Rossi e Pino Zac (animazione)
È un misto di cartone animato e attori in carne e ossa: una regina si reca in visita in un Paese africano ma sbaglia discorso, pronunciandone uno destinato a un altro Paese e rischia d'essere linciata.

### Episodio #06:"La gelosa", diretto da: Mauro Bolognini
Silvana crede che il marito Paolo la tradisca e per questo lo segue, scoprendo che l'uomo le è fedele e s'era vestito con cura, badando perfino alle mutande, solo per un appuntamento dal sarto.

## Curiosità
Il film, insieme a Il padre di famiglia, costituisce l'ultima pellicola cinematografica in cui appare Totò.